# Tomasz Dobiszewski

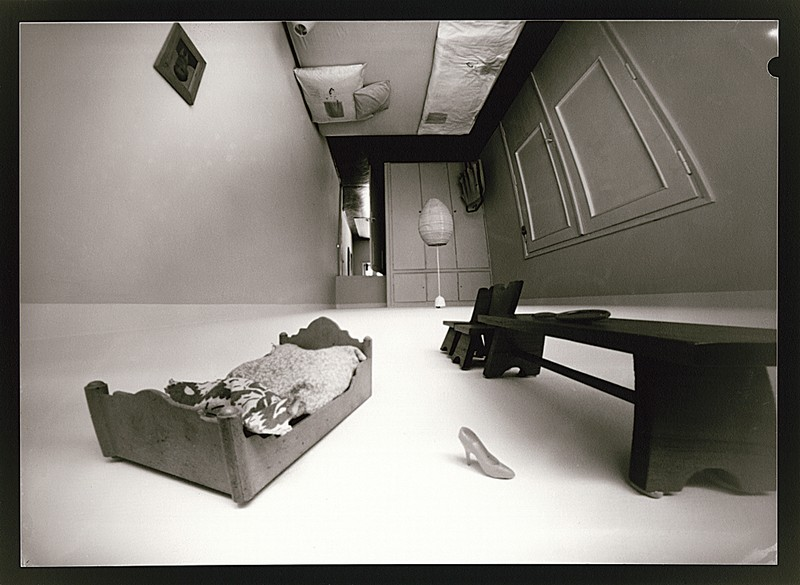
Tomasz Dobiszewski: Paligenesis, 2004, nasnímáno camerou obscurou

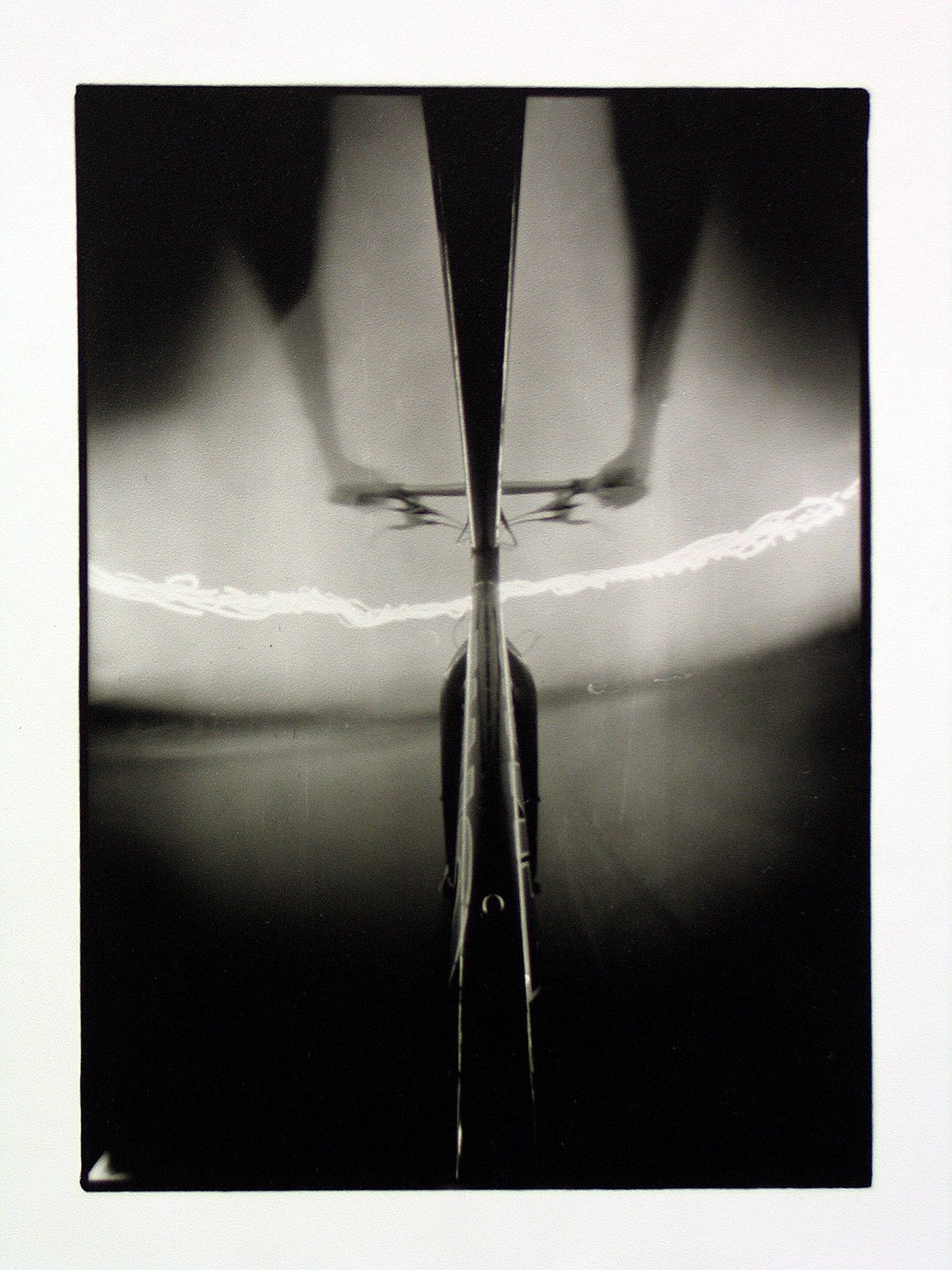
Tomasz Dobiszewski: Pinocykl, 2003, nasnímáno camerou obscurou

Tomasz Dobiszewski (* 1977 v Bydhošti, Polsko) je polský umělec a fotograf.

## Život a dílo
V cyklu Hidden trips (2008/2009) vystavoval kazety s exponovanými negativy, které pořídil od roku 2001. Divák přesně neví, co autor fotografoval a co považoval za zajímavé na místech, která navštívil. Snímky zaznamenané na papír by mohly potenciálně existovat, možná by mohly být také vystaveny, ale nejsou. Můžeme jen poslouchat zvuky, které zaznamenal při svých cestách. Na jejich základě si musí divák o místech, událostech, pohledech nebo lidech vytvořit vlastní představu.
V cyklu Movemental (2009) jsou nasnímané objekty na fotografiích pokojů rozmístěny chaoticky a zvláštně, prostor je jako "rozfoukaný", roztříštěný a vyžaduje od diváka určité úsilí k zpětnému uspořádání obrazu. Fotografie jako úplný obraz pak bude existovat jen v mysli diváka, fotografická realita se ukáže jako virtuální.

## Vybrané výstavy
- Until do Us Part, Galeria Foto-Medium-Art, Kraków (2009)
- Artventure, Saarländisches Künstlerhaus, Saarbrűcken (2009)
- Against Seeing, Galeria Foto-Medium-Art, Kraków (2009)
- Show me Yours, Mannheimer Kunsverein, Mannheim (2009)
- Now! Artist of Foto-Medium-Art Gallery, Mazowieckie Centrum Sztuki Współczesnej „Elektrownia", Radom (2008)
- Digital Meat, Galeria ZPAF, Katowice (2008)
- Talk to me. More, Studio BWA, Wrocław (2008)
- Made in Poland: Contemporary Pinhole Photography, Brant Gallery, Boston; University Art Gallery, New Bedford; The Art Institute of Boston, Boston (2007)
- Polygonum, Galeria Miejska BWA, Bydgoszcz (2007)
- Re-vision – II Warsaw Festival of Art Photography, Galeria Sztuki Mediów ASP, Warszawa (2006)
- Picture of the Year 2005, Hotel Europejski, Warszawa (2006)
- inSPIRACJE Festival, Galeria Amfilada, Szczecin (2006)
- Camera obscura, Galeria ZPAF, Katowice (2006)
- Object Hunting, Biennale of Photography, Galeria Miejska Arsenał, Poznań (2005)
- Photovision, Galeria Wschodnia, Łódź (2005)
- Festival Inner Spaces, Poznań (2004)
- ESC., Muzeum Artystów, Łódź (2004)
- Exhibition of Dwarf Photography, Bydgoszcz, Świnoujście (2004)
- ISCI - on the other side of screen, Kolonia artystów, PGR_ART, Gdańsk (2004)
- Ciałość, Galeria Spiz7, Gdańsk (2003)
- Absinth, Level -1, Galeria Inner Spaces, Poznań (2001)
- La dolce vita, VIII Festiwal Inner Spaces, Poznań (2000)

## Galerie

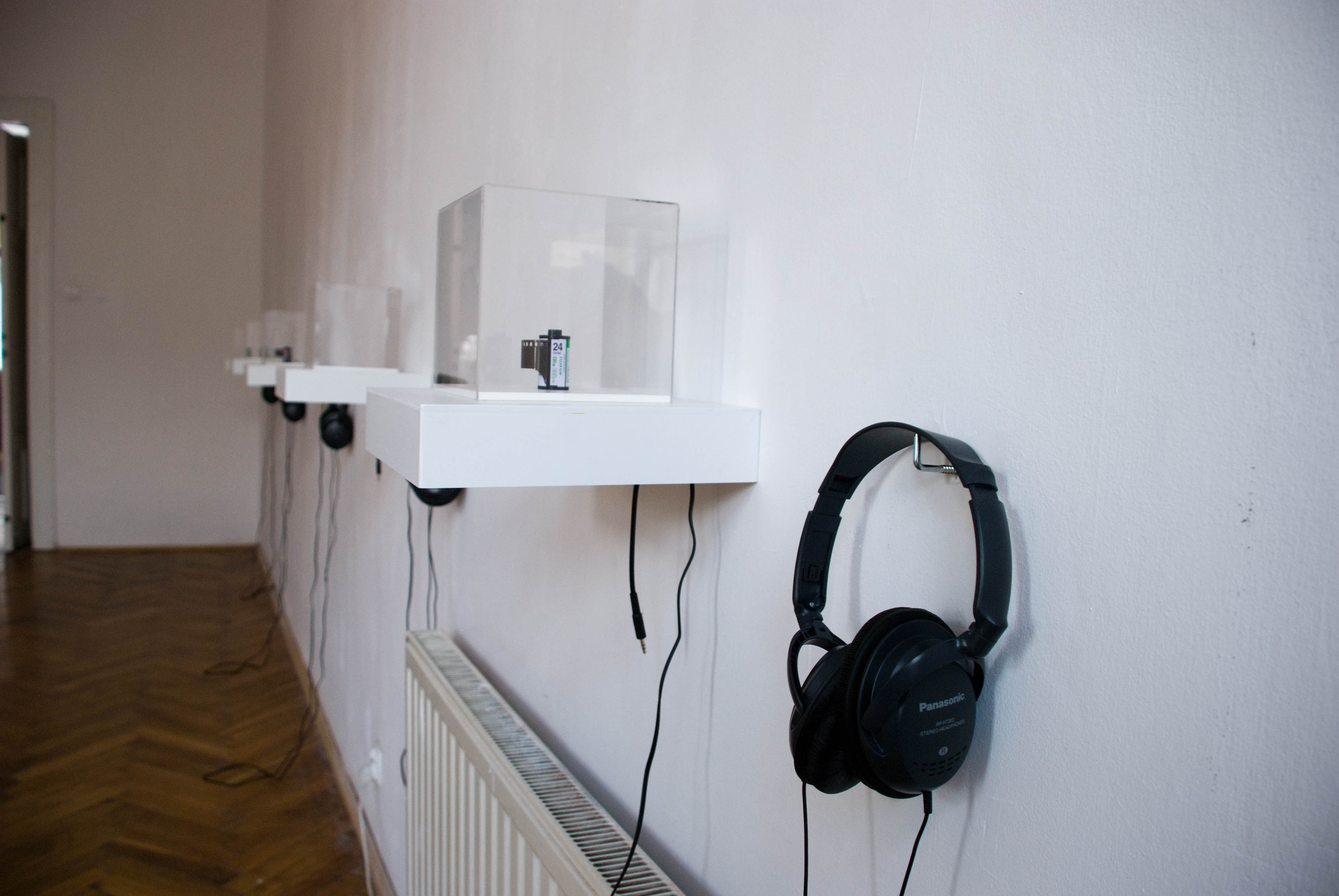
Tomasz Dobiszewski, Hidden Trips, 2009, fot. Zofia Waligóra
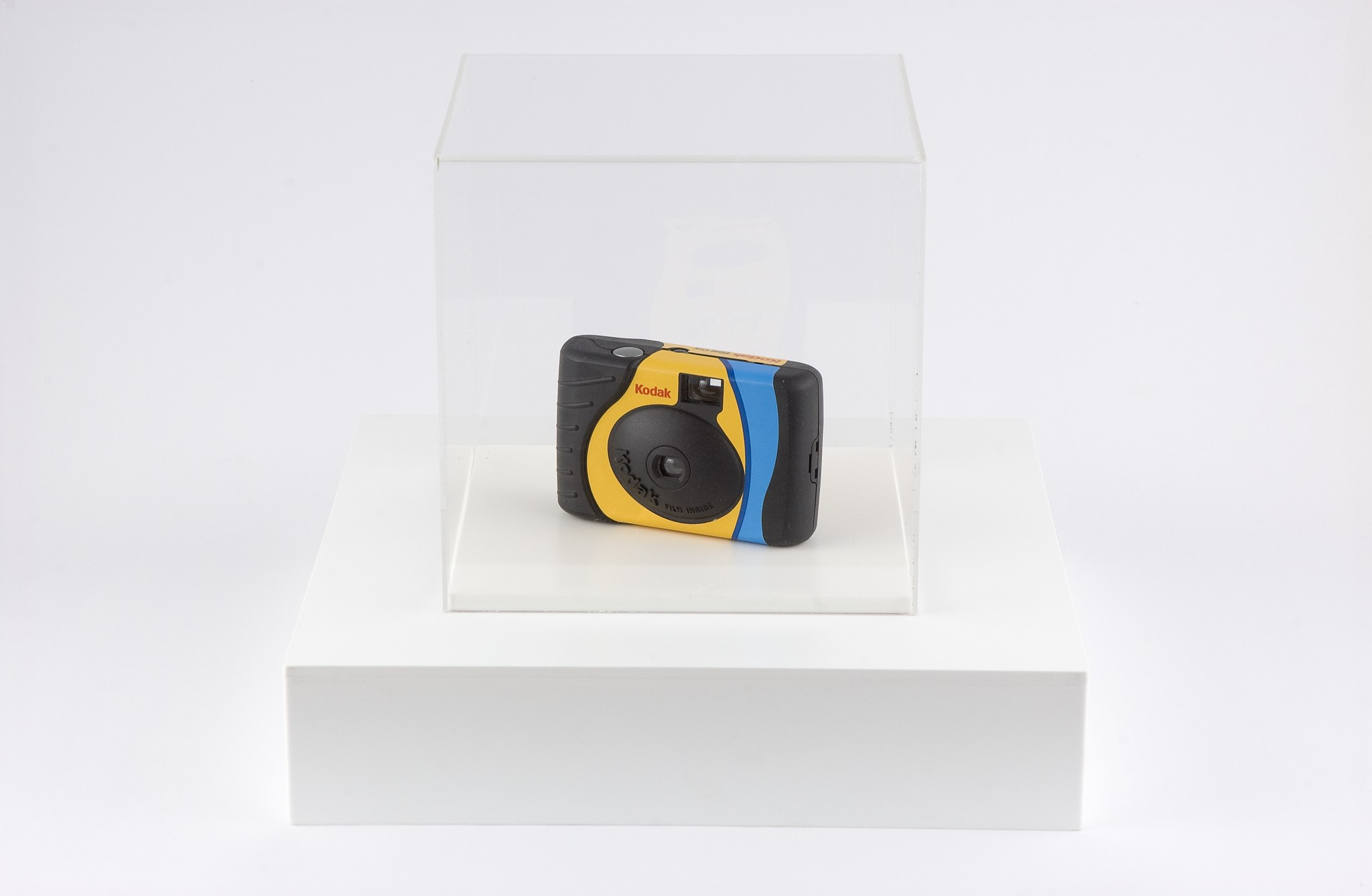
Tomasz Dobiszewski, Hidden Trips, 2009, fot. Zofia Waligóra
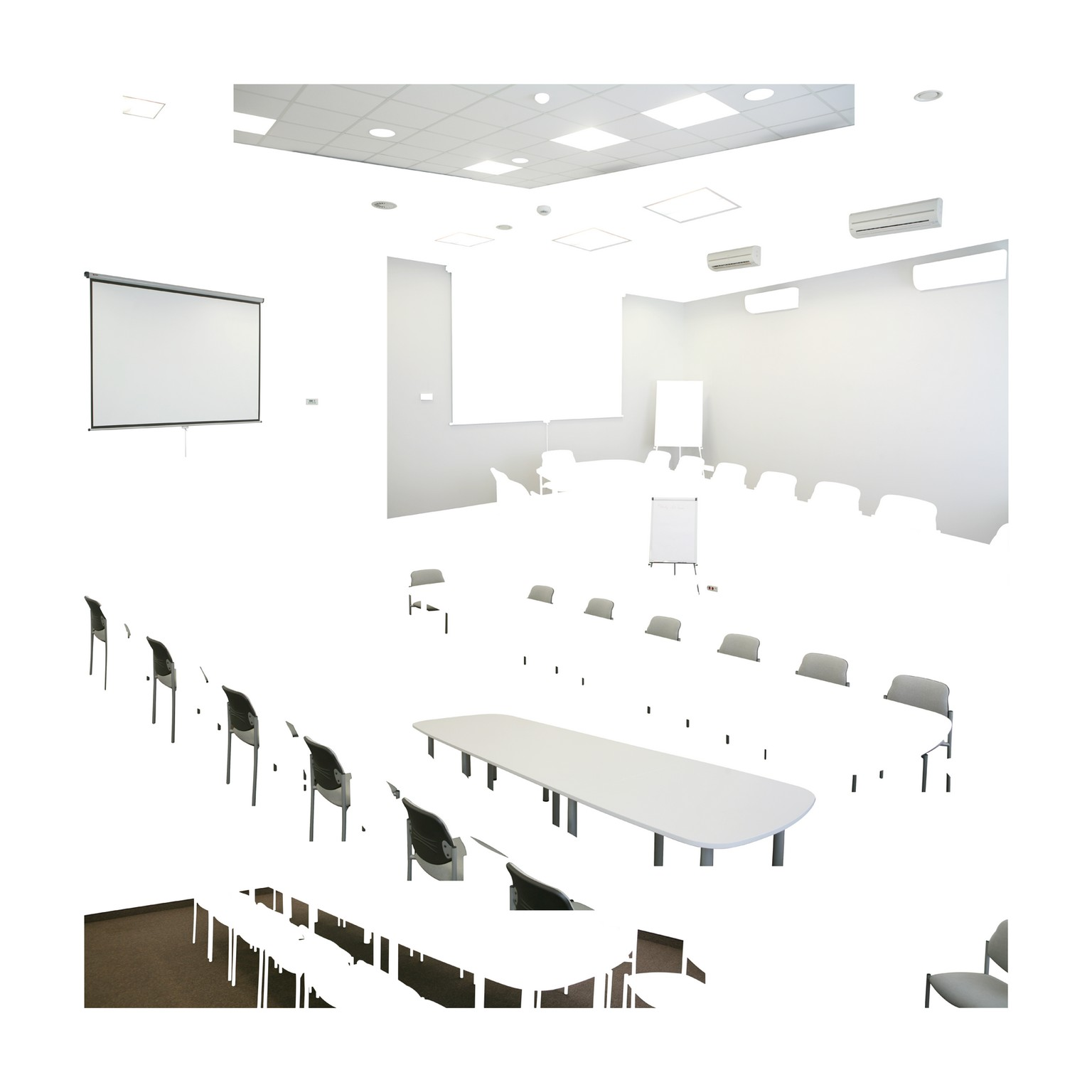
Tomasz Dobiszewski, Movemental, 2009
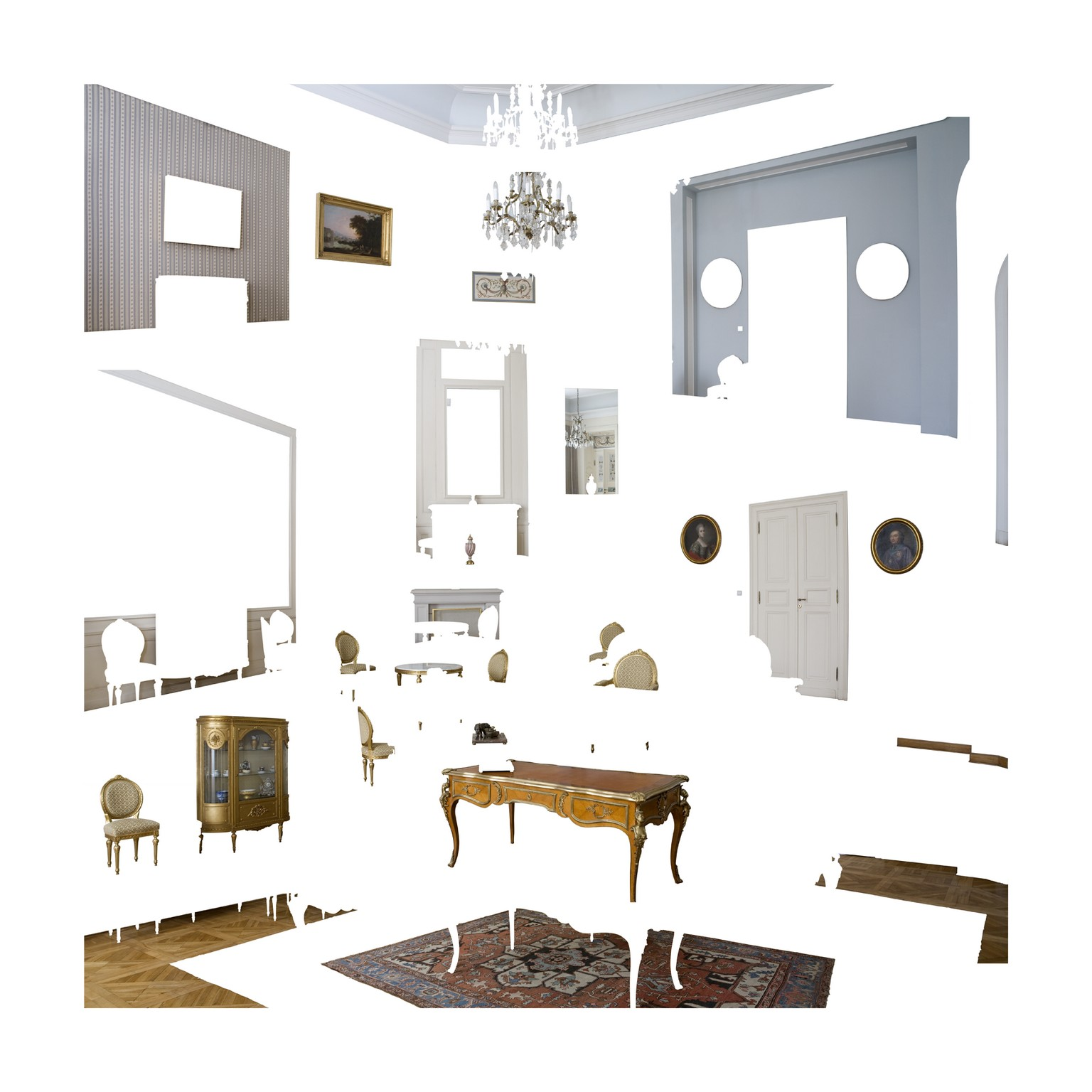
Tomasz Dobiszewski, Movemental, 2009
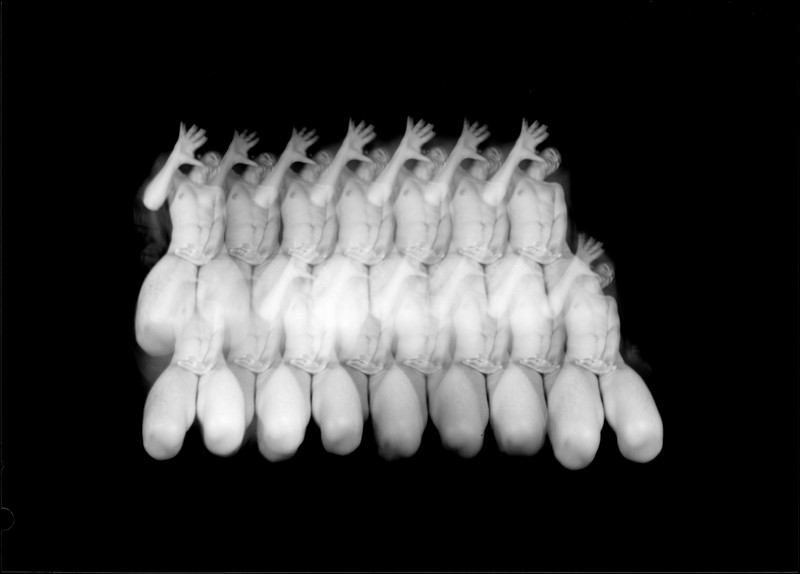
Tomasz Dobiszewski, Remedium, 2005, nasnímáno camerou obscurou
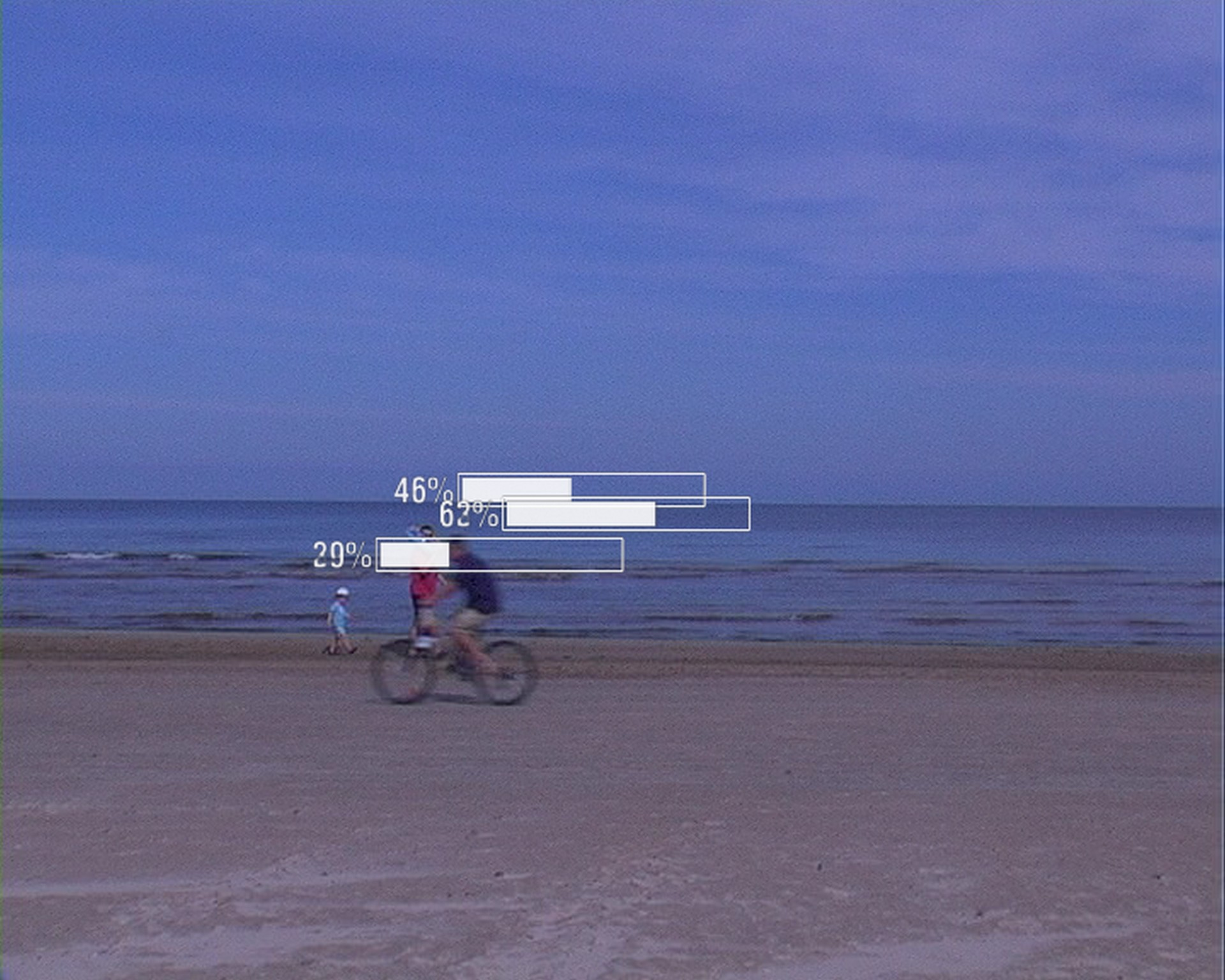
Tomasz Dobiszewski, Timing, 2009
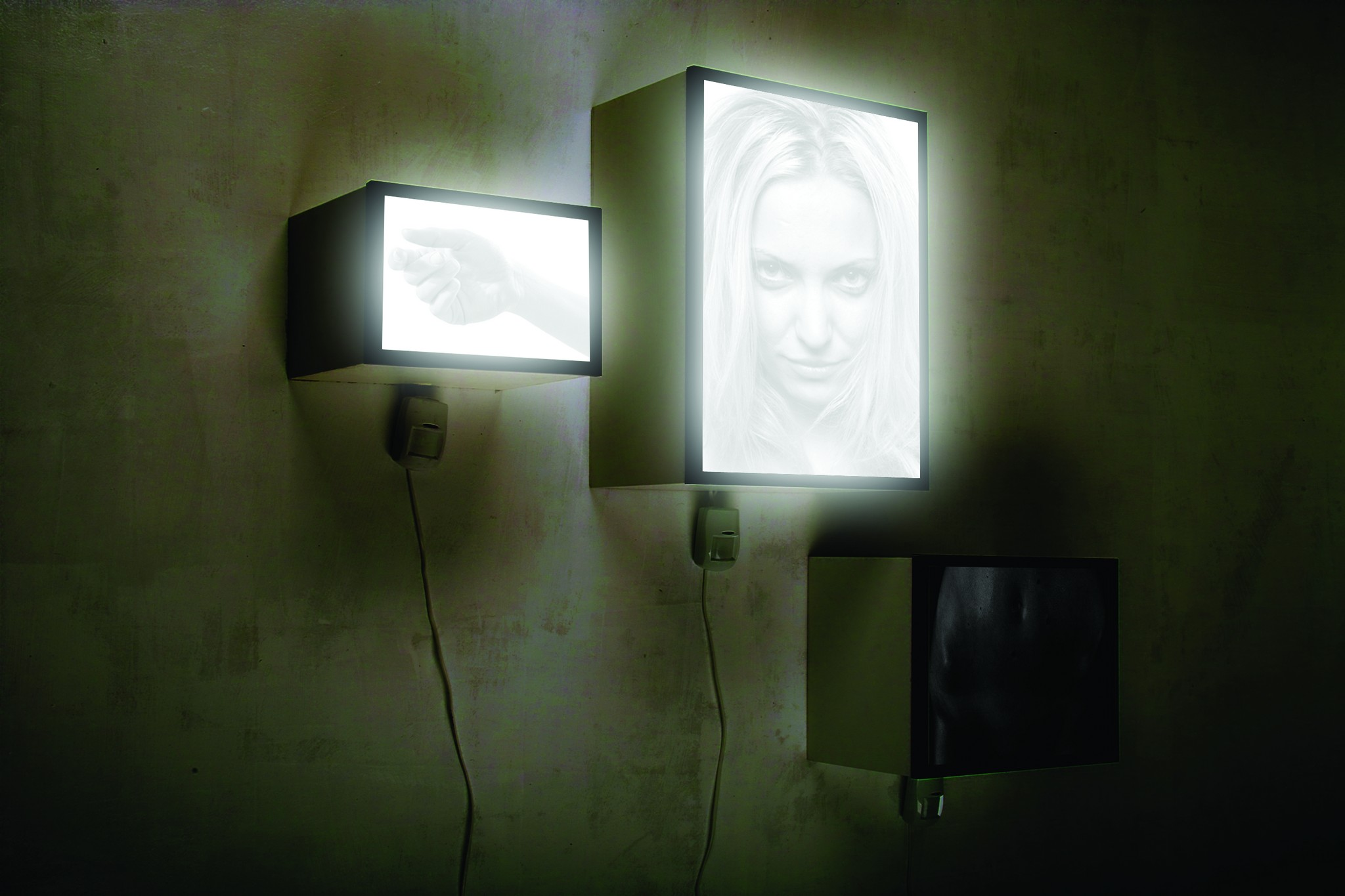
Tomasz Dobiszewski, Memorabilia, 2005